# Herxheimer Karsthöhle
Die Herxheimer Karsthöhle ist ein Naturdenkmal im Landkreis Bad Dürkheim.

## Lage
Sie ist die größte Höhle innerhalb der näheren Umgebung und liegt ungefähr 200 m nordöstlich des sichtbaren Felsenbands in der Nähe der Bundesstraße 271. Bei einer Grundfläche von etwa 45 m² umfasst sie rund 60 m³ Raum.

## Beschaffenheit
Sie ist in zwei Bereiche geteilt, die durch Kriechgänge miteinander verbunden sind. Insgesamt ist die Höhle niedrig und kann nicht aufrecht betreten werden. Ihr Alter wird auf fünf Millionen Jahre geschätzt. Neben diesen zwei Höhlenkammern vermuten Geologen ein ganzes „Höhlensystem“. Anlass hierfür bietet eine geomagnetische Prospektion, die zusammen mit einem Geophysiker 2006 durchgeführt wurde.

## Geschichte
Mitte des 19. Jahrhunderts hatte ein Herxheimer in der Höhle kleinere archäologische Funde gemacht, 1873 führte dann der Historiker Christian Mehlis erste Grabungen durch, die weitere kleine Fundstücke erbrachten, so Ringe und Schnallen aus Metall. In den 1960er Jahren schütteten Anlieger den Höhleneingang zu, weil sie spielende Kinder gefährdet sahen. 1998 wurde auf Betreiben des Ortshistorikers Eric Hass die Höhle wieder geöffnet und erforscht.
2012 wurde die Höhle samt ihrer direkten Umgebung mit einer Fläche von 2914 m² als Naturdenkmal ausgewiesen. Aus Sicherheitsgründen und um weitere mögliche Funde zu schützen, ist der Höhleneingang verschlossen; die Höhle darf nur mit Genehmigung der zuständigen Behörde, der Kreisverwaltung von Bad Dürkheim, betreten und weiter erforscht werden.
Welche Menschen die Höhle einst als Unterschlupf genutzt haben, ist im Dunkel der Geschichte verborgen; eine knöcherne Pfeilspitze, in den 1930er Jahren durch den Winzer Wilhelm Gabel gefunden, ermöglichte die früheste Datierung; der Tierknochen wurde 2005 an der Universität Kiel mit der Radiokarbonmethode auf etwa 4000 Jahre bestimmt. Da keine DNA-Analyse in Auftrag gegeben wurde, ist die Tierart nicht bekannt. Spätere Nutzer waren vermutlich römische Soldaten, die in der Höhle und in der unmittelbaren Umgebung einige Geldmünzen hinterlassen haben.
In der Höhle wurden schon etwa 20 niedere Tierarten entdeckt, die an das Leben in Höhlen angepasst sind. Am meisten Aufsehen erregten die im Jahre 2008 gefundenen Exemplare der noch wenig beschriebenen Weißen Höhlenassel (Trichoniscus helveticus), die ein Krebstier ist, sowie eines Doppelschwanzes, der zur Überklasse der Sechsfüßer gehört. Die Klassifizierung des Doppelschwanzes als Dilura campodea meinerti erfolgte im Herbst 2009 in der spanischen Stadt Valencia. Die Weiße Höhlenassel stellte sich als Erstfund für die Region der Pfalz heraus und wurde deutschlandweit zwischen 1993 und 2008 erst in neun Höhlen festgestellt.